# Midvinterblot
Midvinterblot – ósmy album studyjny szwedzkiej grupy deathmetalowej Unleashed. Wydawnictwo ukazało się 6 października 2006 roku nakładem wytwórni muzycznej SPV GmbH. Album ukazał się również na płycie winylowej w limitowanym do 1000 egzemplarzy nakładzie. W listopadzie 2006 roku płyta była promowana podczas trasy koncertowej Masters Of Death wraz Dismember, Grave i Entombed.
Natomiast na początku 2007 roku odbyła się trasa koncertowa w Stanach Zjednoczonych. Koncerty Unleashed poprzedziły grupy Krisiun, Belphegor i Hatesphere. Jesienią tego samego roku zespół odbył europejską trasę koncertową wraz z black metalową grupa Marduk. Były to jedne z ostatnich występów zespołu przed realizację kolejnego albumu studyjnego w lutym 2008 roku.

## Lista utworów
Opracowano na podstawie materiału źródłowego.
(muzyka i słowa: Unleashed)
1. „Blood of Lies” – 02:14
2. „This is Our World Now” – 03:19
3. „We Must Join With Him” – 03:58
4. „Midvinterblot” – 02:59
5. „In Victory Or Defeat” – 02:40
6. „Triumph of Genocide” – 03:12
7. „The Avenger” – 03:12
8. „Salvation for Mankind” – 02:54
9. „Psycho Killer” – 02:14
10. „The Witch” – 03:16
11. „I Have Sworn Allegiance” – 02:39
12. „Age of the Warrior” – 03:33
13. „New Dawn Rising” – 02:47
14. „Loyalty and Pride” – 03:09
15. „Valhalla Awaits” – 03:35

## Twórcy
Opracowano na podstawie materiału źródłowego.
- Johnny Hedlund – śpiew, gitara basowa
- Fredrik Folkare – gitara, inżynieria dźwięku, produkcja muzyczna
- Tomas Masgard – gitara
- Anders Schultz – perkusja
- Peter In de Betou – mastering

## Wydania
| Rok                 | Nr katalogowy | Wytwórnia       |
| ------------------- | ------------- | --------------- |
| 6 października 2006 | SPV 97952 CD  | SPV GmbH        |
| 6 października 2006 | AR017         | Animate Records |